# Dariusz Goździak
Dariusz Goździak (né le 6 décembre à Sulęcin en Pologne) est un pentathlonien polonais, champion olympique à Barcelone en 1992.

## Biographie
Il est reçu bachelier en 1981, ensuite il entreprend des études à Zielona Góra et devient physiothérapeute. Durant sa carrière de sportif il s'entraîne au Lumel Drzonków Zielona Góra. Son plus grand succès est l'or olympique en 1992 à Barcelone.

## Palmarès

### Jeux olympiques d'été
- Pentathlon moderne aux Jeux olympiques d'été de 1992, à Barcelone
  -  Médaille d'or en équipe

### Championnats du monde
- 1990 à Lahti,  Finlande
  -  Médaille de bronze en équipe
- 1991 à San Antonio,  États-Unis
  -  Médaille d'argent en relais
  -  Médaille d'argent en équipe

### Championnats d'Europe
- 1989 à Umeå,  Suède
  -  Médaille de bronze en équipe

### Championnats de Pologne
- 1988  Médaille de bronze
- 1989  Médaille d'argent
- 1990  Médaille d'or
- 1993  Médaille d'argent